# عادل سليمان
لواء عادل سليمان (1943 - 9 أكتوبر 2020)، عسكري مصري وكاتب ومحلل استراتيجي، كان قائد اللواء 12 مشاة، خلال حرب أكتوبر 1973.</ref> وهو حاصل على نجمة سيناء، ودرجة الدكتوراه في العلاقات الاستراتيجية، كما كان رئيس منتدى الحوار الاستراتيجي لدراسات الدفاع والعلاقات المدنية العسكرية.

## سيرته
ولد في سوهاج بصعيد مصر سنة 1943، كان قائد اللواء 12 مشاة، خلال حرب أكتوبر 1973. وحصل على نجمة سيناء. كما درس التاريخ بكلية الآداب جامعة سوهاج، ثم حصل على الماجستير في العلوم العسكرية، ثم حصل على الدكتوراه في «النظم والعقائد العسكرية». شغل منصب مدير المركز الدولي للدراسات المستقبلية والاستراتيجية التابع لجهة سيادية مصرية، وعمل أيضًا ككاتب ومحلل استراتيجي في بعض الصحف المصرية. وفي 2013 أعلن عادل سليمان إغلاق المركز الدولي للدراسات المستقبلية بعد عشر سنوات من إنشائه. وقد كان عادل سليمان عارض علناً عزل محمد مرسي الذي قاده عبد الفتاح السيسي في 3 يوليو 2013. وصرح بذلك خلال لقاءات له على قناة الجزيرة، وفي أكتوبر 2014 انتقد تصريحاته أحمد المسلماني المستشار الإعلامي لرئيس الجمهورية حينئذٍ. وفي 26 نوفمبر 2014 تعرض اللواء عادل للاعتقال لمدة 20 يومًا.

## وفاته
أعلن عن وفاته فجر يوم الجمعة 9 أكتوبر 2020 الموافق 22 صفر 1442 هـ، عن عمر يناهز 76 عامًا. وصليت عليه صلاة الجنازة في مسجد مستشفى الجلاء العسكري برمسيس بالقاهرة.